# Paths of Glory
Paths of Glory (en Hispanoamérica, La patrulla infernal; en España, Senderos de gloria) es una película estadounidense de 1957, cuya acción se desarrolla durante la Primera Guerra Mundial. Dirigida por Stanley Kubrick y protagonizada por Kirk Douglas, está basada en la novela homónima de Humphrey Cobb, publicada en 1935.
En 1992, la película fue considerada «cultural, histórica y estéticamente significativa» por la Biblioteca del Congreso de Estados Unidos y seleccionada para su preservación en el National Film Registry.

## Sinopsis

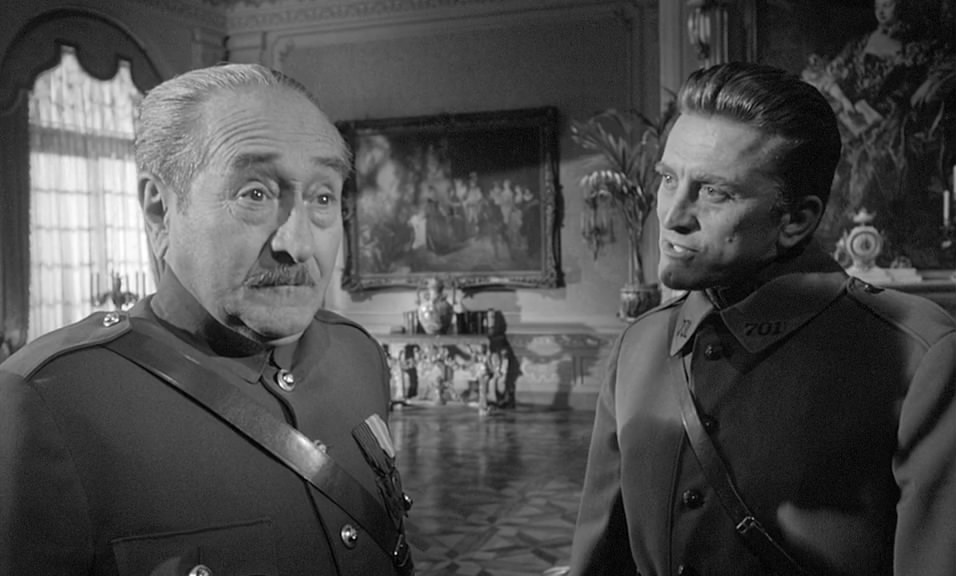
Fotograma del tráiler de la película:
Adolphe Menjou y Kirk Douglas.

La historia se desarrolla en el frente francés, en 1916. 
El ataque suicida del Ejército francés contra las posiciones alemanas en la "Colina de las hormigas" (Ant Hill), un punto estratégico de vital importancia para el desarrollo de la Primera Guerra Mundial, se convierte en un fracaso estrepitoso. Para escarmentar a las tropas con un castigo ejemplar, el general Mireau (George Macready), uno de los principales responsables del ataque y de su estrepitoso fracaso, convoca un consejo de guerra: tres soldados elegidos al azar por sus superiores son acusados falsamente de cobardía ante el enemigo y se enfrentan a la pena de muerte por fusilamiento.

## Reparto
- Kirk Douglas - coronel Dax
- Adolphe Menjou - general George Broulard
- George Macready - general Paul Mireau
- Richard Anderson - comandante Saint-Auban
- Wayne Morris - teniente Roget
- Joseph Turkel - soldado Pierre Arnaud
- Ralph Meeker - cabo Philippe Paris
- Bert Freed - sargento Boulanger
- Kem Dibbs - soldado Lejeune
- Timothy Carey - soldado Maurice Ferol
- Emile Meyer - sacerdote
- John Stein - capitán Rousseau

El papel de la chica alemana del final de la película es interpretado por la actriz y artista alemana Christiane Kubrick (acreditada como Susanne Christiane), que empezó una relación sentimental con Kubrick durante el rodaje de la película y se convirtió en su tercera esposa y compañera hasta la muerte del director. La canción que interpreta es «Der treue Husar» («El fiel húsar»), una canción popular alemana de amor referente a un húsar que ama a una bella joven durante un año entero, hasta que ésta muere por una enfermedad.

## Producción

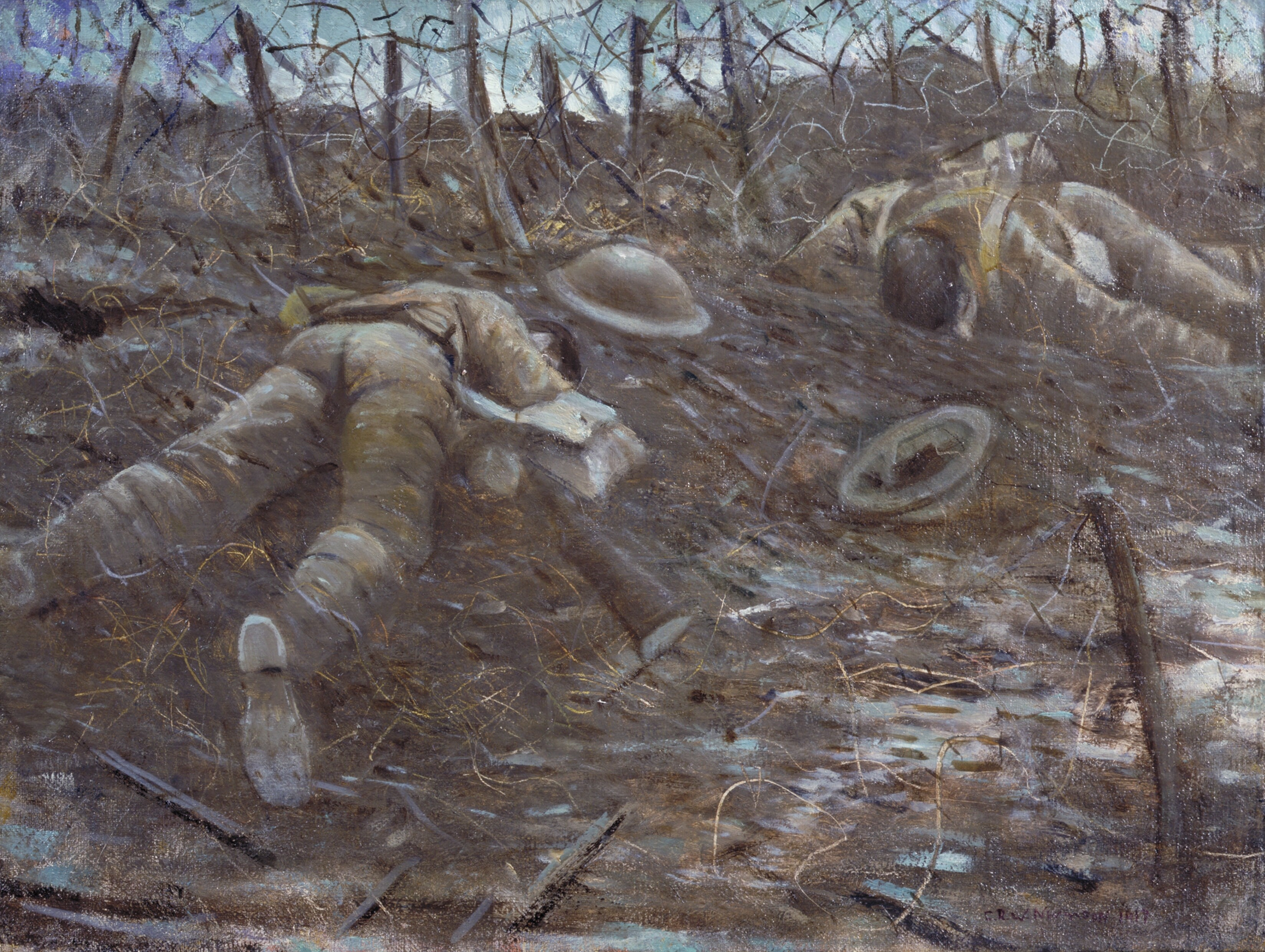
Pahts of glory, cuadro de Christopher Nevinson "retirado" de la exposición en Leicester Galleries en 1918 que dio nombre a la película homónima de Stanley Kubrick.

Inicialmente, la Paramount compró los derechos de la novela con la idea de trasladar la acción a la Rusia zarista, pero el proyecto no llegó a realizarse. El guion pasó por varios estudios en los que fue rechazado. La Metro-Goldwyn-Mayer estuvo cerca de asumir el proyecto, llegando a ofrecer el papel protagonista a Gregory Peck, que lo aceptó una vez Kirk Douglas había accedido a ello. Fue gracias a Douglas que el proyecto pudo salir adelante, pues cuando leyó el guion, hizo empleo de toda su influencia para que el proyecto avanzase, y, ya con su apoyo, la United Artist decidió financiarla con un corto presupuesto, de 850 000 USD.
Para la redacción del guion, el productor James B. Harris y Stanley Kubrick encargaron el trabajo al novelista Jim Thopmson y al guionista Calder Willingham. El guion original contenía un final feliz que acabó siendo modificado hasta ser el que aparece en la película, y nunca vio la luz, ya que se trataba más bien de un medio de preservar la conclusión real y de obtener el beneplácito de la productora, la United Artist, cuyos miembros, entusiasmados con la película, no releyeron el guion final y no protestaron por la modificación.
La película se rodó en Baviera (Alemania), en los estudios Geiselgasteig (Bavaria Filmkurst Studios), ante las dificultades de ser rodada en Estados Unidos y, por supuesto, en Francia. Las secuencias bélicas y de las trincheras se rodaron entre abril y mayo de 1957 en las cercanías de Puchheim, cerca de Múnich.

## Inspiración real
Tanto la película como la novela original están parcialmente inspiradas en acontecimientos reales: la ejecución durante la Primera Guerra Mundial, por insubordinación, de cuatro soldados de la Brigada 119 de infantería del Ejército francés. Las ejecuciones fueron declaradas improcedentes, y los soldados rehabilitados en 1934, tras la reclamación de sus familias, dos de las cuales recibieron una indemnización de un franco, mientras que las dos restantes no recibieron reparación alguna. El comandante de la brigada, general Géraud Réveilhac, dio evidentes muestras de desprecio por la vida de sus hombres. En febrero de 1915, después de tres intentos fallidos de tomar una posición enemiga, ordenó a la artillería bombardear las trincheras francesas para obligar a sus tropas a atacar, a lo que el comandante de las baterías se negó sin una orden por escrito; más tarde, ordenó repetir un ataque aduciendo que ese día no se había alcanzado el porcentaje de bajas considerado como aceptable.
Durante la guerra, el ejército francés, como los de la mayoría de los beligerantes, llevó efectivamente a cabo fusilamientos por cobardía. Sin embargo, el armazón central de la película es la práctica de ejecutar a soldados seleccionados aleatoriamente, como castigo a las faltas de toda su unidad. Dicha práctica retrotrae a la empleada en las legiones romanas, en las que diezmar consistía en dar muerte a uno de cada diez legionarios como medida disciplinaria. Aunque fue un hecho aislado, también se adoptó en el Ejército francés: la Décima Compañía del Batallón número 8 del Regimiento Mixto de Tiradores Argelinos fue diezmada, el 15 de diciembre de 1914 en Zillebeke (Bélgica), por haber desobedecido la orden de atacar.

## Recepción
La película, a pesar de su modesta recaudación, fue todo un éxito de crítica, siendo considerada aún hoy una de las mejores películas de Kubrick y un clásico intemporal antimilitar. Para Roger Ebert, crítico del Chicago Sun-Times, Paths of Glory «fue la película con la que Stanley Kubrick entró en el rango de los grandes directores, que no abandonó nunca».
El hecho de que mostrara de forma descarnada la sucia realidad de la guerra, en la que a menudo la muerte de seres humanos sirve para satisfacer ambiciones personales y ascensos en la jerarquía de mando, la convirtió en una película extremadamente incómoda. Aunque fue estrenada sin problemas en EE. UU., el film empezó a tenerlos cuando fue estrenado en Europa. Su proyección, en 1958, en Bruselas, desencadenó importantes incidentes por las presiones de las autoridades francesas y de las asociaciones de excombatientes franceses y belgas, que se negaban a aceptar la imagen que se proyectaba del ejército francés. Las presiones del consulado francés consiguieron que se suspendiese la proyección de la película, lo que a su vez encendió las protestas antimilitaristas.
Las presiones francesas consiguieron que la United Artists llamara a la suspensión de la proyección para insertar una nota explicativa y el himno de «La Marsellesa» al inicio y el final del film. Con esta añadidura, la película volvió a proyectarse en Bruselas. Sin embargo, Suiza prohibió su proyección y la United Artists simplemente no se atrevió a presentar la película en Francia hasta 1972. Finalmente fue estrenada en el país galo en 1975. En España hubo que esperar hasta octubre de 1986 para que se proyectara como una retrospectiva de Kubrick, ya que el régimen de Franco la había censurado por su contenido antimilitarista. La cinta también se prohibió en Marruecos y Canadá.

La película no transmite mensaje alguno. En ningún caso es una película que vaya en contra ni a favor del ejército. Como máximo, es una película contra la guerra, que puede llevar a los hombres a semejantes conflictos de conciencia
Stanley Kubrick

## Influencia
El tema del bombardeo de las propias trincheras aparece también en la historieta C’était la guerre des tranchées (1983) del francés Jacques Tardi.